# Phiên Chōshū
Phiên Chōshū (長州藩 (Trường Châu phiên) Chōshū-han), còn gọi là Phiên Hagi (萩藩 (Thu phiên) Hagi-han), là một phiên (han) của Mạc phủ Tokugawa tại Nhật Bản trong thời Edo từ năm 1600 đến năm 1871.

Bản đồ các tỉnh của Nhật Bản (1868) với tỉnh Nagato được đánh dấu

Phiên Chōshū đóng tại Thành Hagi ở Nagato, nay thuộc thành phố Hagi, nằm trong vùng Chūgoku của đảo Honshu. Phiên Chōshū do tozama daimyō thuộc dòng tộc Mōri trị vì, vốn có các nhánh cũng cai trị các phiên Chōfu và Kiyosue lân cận, và ước định theo hệ thống Kokudaka với giá trị cao nhất là 369.000 koku. Phiên Chōshū là phiên chống đối Mạc phủ Tokugawa nổi bật nhất và đã thành lập Liên minh Satchō với cựu thù là Phiên Satsuma dưới thời Minh Trị Duy tân, trở thành thế lực chính yếu giúp gầy dựng Đế quốc Nhật Bản và thể chế phiên phiệt thời Minh Trị. Phiên Chōshū đã bị giải thể khi chính phủ Minh Trị bãi bỏ hệ thống phiên bang vào năm 1871 và lãnh thổ của phiên này được sáp nhập vào huyện Yamaguchi.

## Lịch sử
Các đời phiên chủ Chōshū đều là hậu duệ của lãnh chúa vĩ đại thời Sengoku Mōri Motonari. Motonari đã có thể mở rộng quyền lực của mình ra toàn bộ vùng Chūgoku của Nhật Bản và chiếm đóng một lãnh thổ trị giá 1.200.000 koku. Sau khi ông qua đời, cháu trai và người thừa kế của ông là Mōri Terumoto lên làm daimyō và thực hiện chiến lược liên minh với Toyotomi Hideyoshi. Điều này về sau được chứng minh là một sai lầm lớn. Sau cái chết của Hideyoshi, daimyō Tokugawa Ieyasu đã thách thức quyền lực Toyotomi và giao chiến với cố vấn đáng tin cậy của Hideyoshi là Ishida Mitsunari trong trận Sekigahara. Mōri Terumoto là đồng minh mạnh nhất của Toyotomi và được hội đồng những người trung thành với Toyotomi bầu làm minh chủ chính thức của đại quân Toyotomi. Tuy nhiên, phe Toyotomi đã thua trận do một số yếu tố liên quan đến Mōri Terumoto:
- Em họ Kikkawa Hiroie của ông đã bí mật thỏa thuận với Tokugawa Ieyasu dẫn đến việc 15.000 binh lính Mōri không chủ động trong trận chiến.
- Cậu em họ nuôi là Kobayakawa Hideaki và 15.600 binh lính dưới quyền mình đã phản bội Ishida và gia nhập phe Tokugawa.
- Sau khi được sự cam đoan từ Tokugawa Ieyasu, Terumoto đã từ bỏ tòa thành Osaka ghê gớm mà không cần chiến đấu.

Mặc dù không còn hoạt động gì nữa, gia tộc Mōri đã bị chuyển khỏi quê hương của tổ tiên ở xứ Aki sang xứ Nagato (còn gọi là Chōshū), và gia sản của họ đã giảm đáng kể từ 1.200.000 xuống còn 369.000 koku.
Đây được coi là một hành động phản bội lớn đối với gia tộc Mōri, và Chōshū sau đó trở thành điểm nóng của những hoạt động chống đối nhà Tokugawa. Nguồn gốc sự việc thể hiện rõ trong truyền thống họp mặt đầu năm của gia tộc này. Hàng năm trong cuộc họp, các tộc trưởng và phiên sĩ sẽ hỏi daimyō rằng liệu thời điểm lật đổ Mạc phủ đã đến chưa, daimyō sẽ trả lời: "Vẫn chưa được, Mạc phủ vẫn còn quá mạnh".
Giấc mơ này cuối cùng đã thành hiện thực vào khoảng 260 năm sau, khi phiên này hợp lực với Phiên Satsuma và giới công khanh có thiện cảm hòng mưu toan lật đổ Mạc phủ Tokugawa. Năm 1865, phiên này mua được chiếc tàu chiến Union (ja) từ Glover and Co., một cơ quan của Jardine Matheson lập ra tại Nagasaki, nhân danh phiên Satsuma. Họ đã lãnh đạo cuộc chiến chống lại quân đội Mạc phủ của cựu Tướng quân, bao gồm Liên minh các phiên vùng Đông Bắc, Aizu và Cộng hòa Ezo trong suốt chiến tranh Boshin. Lực lượng quân sự của các phiên này từ năm 1867 đến năm 1869 cũng đã góp phần hình thành nền tảng cho Lục quân Đế quốc Nhật Bản. Nhờ liên minh này mà cựu phiên sĩ Chōshū và Satsuma có được sự nổi bật về chính trị và xã hội dưới thời Minh Trị và thậm chí cả thời Taishō.

## Kinh tế

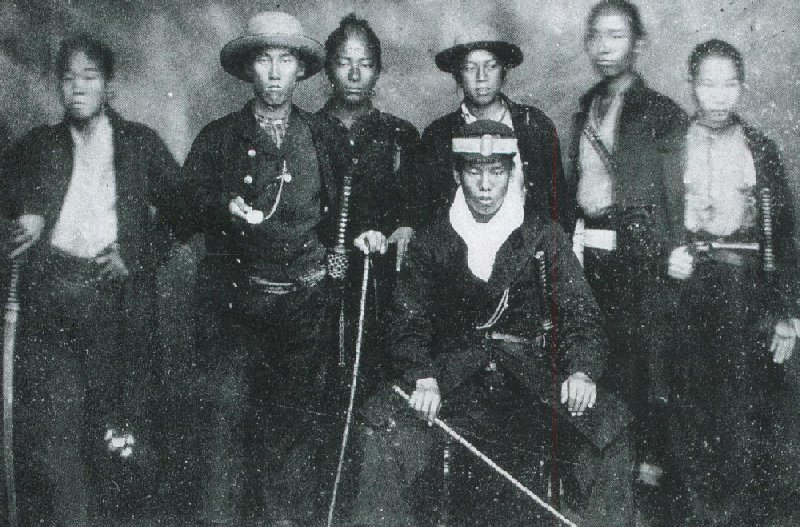
Kiheitai của phiên Chōshū giao chiến với quân Mạc phủ trong cuộc chinh phạt Chōshū lần thứ hai và chiến tranh Boshin.

Việc giảm bớt ban đầu 1,2 triệu xuống còn 369.000 koku đã dẫn đến sự thiếu hụt lớn về chi phí quân sự và xây dựng cơ sở hạ tầng, mặc dù phiên này vẫn là phiên lớn thứ bảy ở Nhật Bản bên ngoài các phiên do Mạc phủ kiểm soát. Để đưa tài chính của phiên thoát khỏi nợ nần, các chính sách nghiêm ngặt đã được thực thi đối với những gia thần:
- Tất cả các trang viên của gia thần đều bị cắt giảm đáng kể.
- Một số gia thần được phiên trả bằng đất đai thì nay lấy gạo để trả thay.
- Một số gia thần đã bị sa thải và được phiên khuyến khích tham gia vào lĩnh vực nông nghiệp.

Trước đây, do bị đánh thuế cao, nông dân đã bí mật phát triển các nông trang ở sâu trong núi như một nguồn thực phẩm riêng. Một cuộc khảo sát đất đai mới đã được giới lãnh đạo thực hiện trong phiên mà qua đó đã phát hiện và đánh thuế nhiều nông trang ẩn này. Phiên này cũng bắt đầu áp dụng chính sách nghiêm ngặt đối với thương mại.
Các đạo luật cũng được thông qua theo đó việc buôn bán có lãi của "bốn món hàng" dưới sự kiểm soát của phiên: giấy, gạo, muối và sáp. Một số lợi nhuận và một lượng lớn doanh thu thuế từ giao dịch này đã được chuyển vào ngân khố trong phiên.
Những chính sách này đã củng cố đáng kể tài chính của phiên và cho phép daimyō kiểm soát hiệu quả hơn lãnh thổ của mình. Tuy nhiên, những chính sách này đã khiến nông dân tức giận cũng như các samurai phải di dời, dẫn đến các cuộc bạo loạn thường xuyên.

## Chính trị

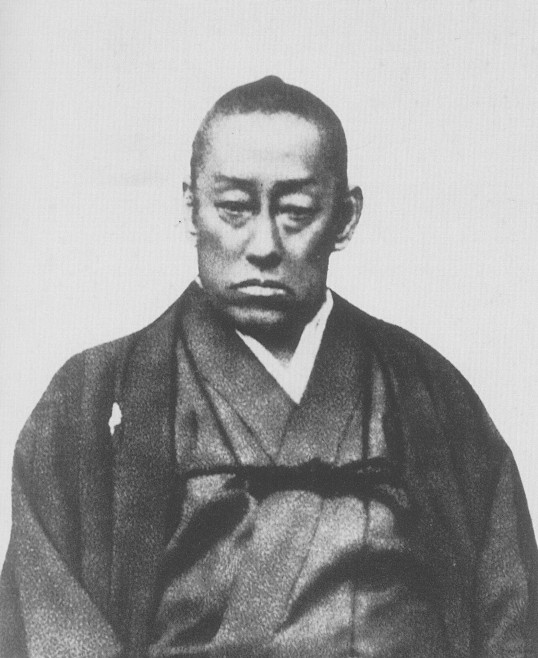
Chân dung Phiên chủ Mōri Takachika

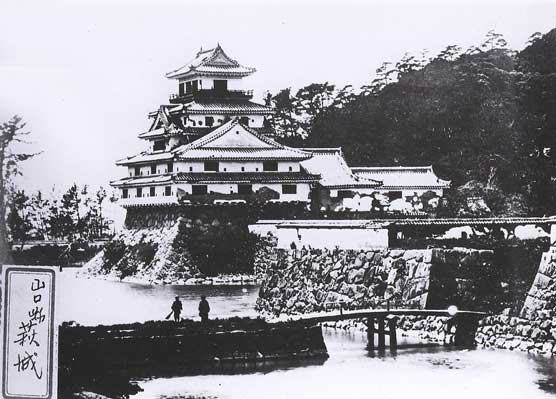
Thành Hagi, nơi ngự trị của các đời phiên chủ Chōshū dòng tộc Mōri

Thủ phủ của phiên này là thị trấn dưới chân thành Hagi, là nguồn gốc của cái tên thay thế phiên Hagi (萩藩) của Chōshū.
Phiên này vẫn nằm dưới sự thống trị của dòng tộc Mōri trong suốt thời kỳ Edo. Bởi vì Mạc phủ thường xuyên tịch thu các lãnh địa mà các daimyō không để lại người thừa kế cho nên phiên chủ Mōri đã tạo ra bốn phiên phụ thuộc do các nhánh của gia tộc này cai trị:
- Phiên Iwakuni: 60.000 koku, do hậu duệ của Kikkawa Hiroie cai trị.
- Phiên Chōfū: 50.000 koku, do hậu duệ của Mōri Hidemoto cai trị.
- Phiên Tokuyama: 40.000 koku, do hậu duệ của Mōri Naritaka cai trị.
- Phiên Kiyosue: 10.000 koku, do hậu duệ của Mōri Mototomo cai trị.

Trong suốt thời kỳ Edo, nhánh chính đã chết yểu vào năm 1707, sau đó những người thừa kế được nhận làm con nuôi từ nhánh Chōfu, nhánh này cũng đã tuyệt hậu vào năm 1751. Gia tộc này về sau vẫn tiếp tục sinh sôi nảy nở thông qua nhánh Kiyosue.
Phiên chủ Mōri, cũng như nhiều người đồng cấp khác trên khắp Nhật Bản được sự trợ giúp của một nhóm trọng thần trong phiên mình gọi là gia lão. Có hai loại gia lão ở Chōshū: gia lão cha truyền con nối (những gia đình giữ được phẩm trật vĩnh viễn) và "gia lão trọn đời" là phẩm trật được cấp cho một cá nhân nhưng con cái không được quyền thừa kế.
Gia lão cha truyền con nối hoặc là thành viên của các nhánh nhỏ của thuộc dòng tộc Mōri, hoặc thành viên của các gia tộc có liên quan như Shishido và Fukuhara, hoặc hậu duệ của các tướng lĩnh và cố vấn đáng tin cậy nhất của Mōri Motonari như Mazuda, Kuchiba và Kunishi. Gia lão trọn đời là những samurai cấp trung trở xuống thể hiện tài năng tuyệt vời về kinh tế hoặc chính trị và được phiên chủ thăng cấp lên làm gia lão. Một trong những người như vậy là nhà cải cách vĩ đại Murata Seifu.

## Danh sách phiên chủ Chōshū
- Gia tộc Mōri (Tozama, 369.000 koku), 1600–1871

|    | Tên gọi                   | Tại vị    |
| -- | ------------------------- | --------- |
| 0  | Mōri Terumoto (毛利輝元)  | 1563–1623 |
| 1  | Mōri Hidenari (毛利秀就 ) | 1623–1651 |
| 2  | Mōri Tsunahiro (毛利綱広) | 1651–1682 |
| 3  | Mōri Yoshinari (毛利吉就) | 1682–1694 |
| 4  | Mōri Yoshihiro (毛利吉広) | 1694–1707 |
| 5  | Mōri Yoshimoto (毛利吉元) | 1707–1731 |
| 6  | Mōri Munehiro (毛利宗広)  | 1731–1751 |
| 7  | Mōri Shigetaka (毛利重就) | 1751–1782 |
| 8  | Mōri Haruchika (毛利治親) | 1782–1791 |
| 9  | Mōri Narifusa (毛利斉房)  | 1791–1809 |
| 10 | Mōri Narihiro (毛利斉熙)  | 1809–1824 |
| 11 | Mōri Narimoto (毛利斉元)  | 1824–1836 |
| 12 | Mōri Naritō (毛利斉広)    | 1836      |
| 13 | Mōri Takachika (毛利敬親) | 1836–1869 |
| 14 | Mōri Motonori (毛利元徳)  | 1869–1871 |

## Gia phả đơn giản hóa của dòng tộc Mōri chính (Phiên chủ Chōshū)
- Mōri Motonari (1497–1571)
  - Takamoto (1523–1563)
    -  I. Terumoto, Phiên chủ Chōshū đời thứ 1 (công nhận 1600) (1553–1625; tại vị 1600–1623)
      -  II. Hidenari, Phiên chủ Chōshū đời thứ 2 (1595–1651; tại vị 1623–1651)
        -  III. Tsunahiro, Phiên chủ Chōshū đời thứ 3 (1639–1689; tại vị 1651–1682)
          -  IV. Yoshinari, Phiên chủ Chōshū đời thứ 4 (1668–1694; tại vị 1682–1694).
          -   V. Yoshihiro, Phiên chủ Chōshū đời thứ 5 (1673–1707; tại vị 1694–1707)

      - Naritaka, Phiên chủ Tokuyama đời thứ 1 (1602–1679)
        - Mototsugu, Phiên chủ Tokuyama đời thứ 3 (1667–1719)
          - Hirotoyo, Phiên chủ Tokuyama đời thứ 5 (1705–1773)
            - Nariyoshi, Phiên chủ Tokuyama đời thứ 7 (1750–1828)
              - Hiroshige, Phiên chủ Tokuyama đời thứ 8 (1777–1866)
                -  XV. Motonori, Phiên chủ Chōshū đời thứ 15, Thân vương đời thứ 1 (1839–1896; r. 1869, Huyện trưởng Hagi 1869–1871, tộc trưởng 1871–1896, Thân vương đời thứ 1 mới lập ra năm 1884)
                  - Motoaki, tộc trưởng đời thứ 29, Thân vương đời thứ 2 (1865–1938; tộc trưởng đời thứ 29 và Thân vương đời thứ 2 1896–1938)
                    - Motomichi, tộc trưởng đời thứ 30, Thân vương đời thứ 3 (1903–1976; tộc trưởng đời thứ 30 1938–1976, Thân vương đời thứ 3 đến năm 1947)
                      - Motoyoshi, tộc trưởng đời thứ 31 (1930– ; tộc trưởng đời thứ 31 1976–)
                        -  Motoei (born 1967)

  - Motokiyo (1551–1597)
    - Hidemoto, Phiên chủ Chōfū đời thứ 1 (1579–1650)
      - Mitsuhiro, Phiên chủ Chōfū đời thứ 2 (1616–1653)
        - Tsunamoto, Phiên chủ Chōfū đời thứ 3 (1650–1709)
          -  VI. Yoshimoto, Phiên chủ Chōshū đời thứ 6  (1677–1731; tại vị 1707–1731)
            -   VII. Munehiro, Phiên chủ Chōshū đời thứ 7 (1715–1751; tại vị 1731–1751)

      - Mototomo, Phiên chủ Kiyosue đời thứ 1 (1631–1683)
        - Masahiro, Phiên chủ Chōfū đời thứ 6, Phiên chủ Kiyosue đời thứ 2 (1675–1729)
          -  VIII. Shigetaka, Phiên chủ Chōshū đời thứ 8 (1725–1789; tại vị 1751–1782)
            -  IX. Haruchika, Phiên chủ Chōshū đời thứ 9 (1754–1791; tại vị 1782–1791)
              -  X. Narifusa, Phiên chủ Chōshū đời thứ 10 (1779–1809; tại vị 1791–1809)
              -  XI. Narihiro, Phiên chủ Chōshū đời thứ 11 (1784–1836; tại vị 1809–1824)
                -   XIII. Naritō, Phiên chủ Chōshū đời thứ 13 (1815–1836; tại vị 1836).

            - Chikaaki (1766–1800)
              -  XII. Narimoto, Phiên chủ Chōshū đời thứ 12 (1794–1836; tại vị 1824–1836) 
                -   XIV. Takachika, Phiên chủ Chōshū đời thứ 14 (1819–1871; tại vị 1836–1869)